# 馬克·貝吉奇
马克·彼得·贝吉奇（英語：Mark Peter Begich，1962年3月30日—）是美国阿拉斯加州前参议员、民主党籍，也是前阿拉斯加州聯邦眾議員尼克·貝吉奇的兒子。
貝吉奇的祖輩有波蘭背景。